# Kapitan Sakien (1889)
Kapitan Sakien (ros. Капитан Сакен) – rosyjski krążownik torpedowy z lat 80. XIX wieku. Okręt został zwodowany 12 maja 1889 roku w Stoczni Admiralicji w Nikołajewie, a do służby w Marynarce Wojennej Imperium Rosyjskiego został wcielony w grudniu 1889 roku, z przydziałem do Floty Czarnomorskiej. Od 1907 roku jednostka pełniła funkcje pomocnicze, a w 1909 roku została przystosowana do roli hulku ze zmianą nazwy na „Bombory”.

## Projekt i budowa
„Kapitan Sakien” był krążownikiem torpedowym, stanowiącym rozwinięcie zbudowanej dla Floty Bałtyckiej pierwszej jednostki tej klasy w Rosji – „Lejtienant Iljin” . Okręt zbudowany został w Stoczni Admiralicji w Nikołajewie . Stępkę jednostki położono w 1886 roku, a zwodowany został 12 maja 1889 roku . Koszt budowy okrętu wyniósł w przeliczeniu 40 700 £.

## Dane taktyczno-techniczne

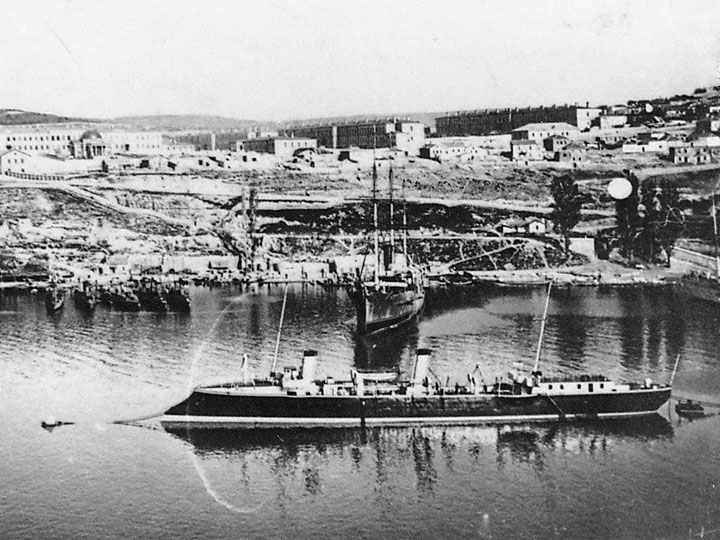
„Kapitan Sakien” w Sewastopolu przed 1907 rokiem

Okręt był krążownikiem torpedowym o kadłubie wykonanym ze stali. Długość całkowita wynosiła 71,63 metra (69,4 metra między pionami), szerokość 7,42 metra i maksymalne zanurzenie 3,12 metra . Wyporność normalna wynosiła 620 ton, a pełna 742 tony . Okręt napędzany był przez dwie pionowe maszyny parowe potrójnego rozprężania o łącznej mocy 3000 KM, do której parę dostarczało sześć kotłów lokomotywowych . Dwuśrubowy układ napędowy pozwalał osiągnąć prędkość 18,3 węzła . Okręt mógł zabrać zapas węgla o maksymalnej masie 97 ton, co zapewniało zasięg wynoszący 1580 Mm przy prędkości 10 węzłów .
Jednostka wyposażona była w trzy pojedyncze nadwodne wyrzutnie torped kalibru 381 mm: jedną stałą na dziobie oraz dwie na pokładzie, z łącznym zapasem 19 torped . Uzbrojenie artyleryjskie stanowiło sześć pojedynczych dział trzyfuntowych kalibru 47 mm Hotchkiss M1885 L/40 oraz cztery działa rewolwerowe kalibru 37 mm Hotchkiss M1873 L/17 . Opancerzenie pokładu wynosiło 13 mm .
Załoga okrętu liczyła 125 oficerów, podoficerów i marynarzy.

## Służba
„Kapitan Sakien” został wcielony do służby w Marynarce Wojennej Imperium Rosyjskiego w grudniu 1889 roku . Jednostka weszła w skład Floty Czarnomorskiej. W 1898 roku na okręcie dokonano wymiany kotłów, instalując sześć kotłów wodnorurkowych typu Belleville . W kwietniu 1907 roku okręt stał się jednostką pomocniczą . W 1909 roku nazwę okrętu zmieniono na „Bombory” (ros. „Бомборы”), po czym pełnił rolę hulku.